# Christopher Clavius
Christopher Clavius, nemški matematik in astronom, * 25. marec 1538, Bamberg, Nemčija, † 12. februar 1612, Rim.

## Življenje in delo
O njegov zgodnjem življenju je malo znanega. Tudi njegovo ime ni natančno znano. Morda je njegovo rojstno ime Christoph Clau ali Klau. Nekateri verjamejo, da je »Clavius« morda besedna igra na njegov izvirni nemški priimek, ki je bil morda »Schlüssel« (ključ, kar je latinsko »clavis«).
Clavius se je leta 1555 pridružil jezuitom. Šolal se je na Univerzi v Coimbri na Portugaleskem, kjer je verjetno spoznal Nunesa. Nato se je preselil v Rim, kjer je najprej študiral teologijo na Rimskem kolegiju (Collegium Romanum, Collegio Romano) in kasneje tu poučeval do konca življenja.
Leta 1579 je začel pomagati pri prenovi koledarja, saj so se cerkveni prazniki vse bolj odmikali letnim časom. Pri predlogu novega koledarja si je pomagal z Reinholdovimi Prutenskimi tabelami iz leta 1551. Predelal je Liliov rokopis o njegovih načrtih koledarske prenove. Koledar so kot gregorijanski koledar 14. oktobra 1582 v krščanskih deželah sprejeli na pobudo papeža Gregorja XIII. in danes ga uporabljajo po vsem svetu.
Njegov tolmač Evklidovih Elementov iz leta 1574 je bil v tistem času zelo vpliven. V letu 1585 ga je v Rimu obiskal van Roomen. Leta 1608 je Clavius napisal delo Algebra.
Kot astronom je bil Clavius pristaš geocentrične slike Osončja, v katerem se nebo vrti okrog Zemlje. Čeprav je nasprotoval Kopernikovemu heliocentričnemu modelu je uvidel probleme z običajnim modelom. Zelo ga je spoštoval Galilei, ki ga je leta 1611 obiskal. Pogovarjala sta se o opazovanjih s pomočjo daljnogleda. Clavius je do tedaj že sprejel nova odkritja kot naravna, čeprav je dvomil o resničnosti gora na Luni. V tem smislu je ironično, da se po njem imenuje velik krater Clavius na Luni.